# Eupithecia ornata
Eupithecia ornata är en fjärilsart som beskrevs av George Duryea Hulst 1896. Eupithecia ornata ingår i släktet Eupithecia och familjen mätare. Inga underarter finns listade i Catalogue of Life.